# 王凱韋
王凱韋（原名王合喜 ，Ken Wong Hap Hei，1967年2月4日—），前香港奧運滑浪風帆代表隊運動員，後轉為藝人，前無綫電視演員、滑浪風帆教練。

## 簡介
王凱韋生於英屬香港，籍貫廣東東莞客家。中學時期就讀已結束辦學的萃華英文書院（筲箕灣分校）。他在1997年首次參與電影演出，其作品為《神偷諜影》；2005年加入無綫電視，先後演出《窈窕熟女》、《鳳凰四重奏》、《最美麗的第七天》數部電視劇；2009年離開無綫電視，《有營煮婦》為其最後作品。

## 演出作品

### 電影

#### 1997年
- 神偷諜影

#### 1998年
- 碧血藍天
- 全職大盜 飾 阿風

#### 1999年
- 陽光警察
- 我愛777
- 無問旅程
- 玻璃樽 飾 攝影師

#### 2000年
- 山村老屍II色之惡鬼  飾 一哥
- 神偷次世代  飾 阿Lee
- 刀手  飾 阿勇
- Ｑ畸戀人
- 跑馬地的月光

#### 2001年
- 正將
- 買兇拍人 飾 Ray
- 險角
- 互動殺人事件

#### 2002年
- 陰陽路十三之花鬼
- 嫁個有錢人
- 殺手狂龍
- 火線生死戀

#### 2003年
- 大丈夫 飾 酒店大堂經理
- 百分百感覺2003
- 行運超人
- 龍咁威2003 飾 成哥
- 陰陽路十九之我對眼睛見倒野

#### 2004年
- 旺角黑夜

#### 2005年
- 千杯不醉
- 神話 (電影)

#### 2006年
- 時光倒流的話
- 情意拳拳 飾 留學竹星
- 大丈夫2 飾 王先生

#### 2010年
- 越光寶盒

#### 2013年
- 飛虎出征[3]

#### 2014年
- 魔警

#### 2021年
- 總是有愛在隔離

#### 2024年
- 黑白潛行  飾 邱警官

### 電視劇（無綫電視）
- 2005年：窈窕熟女 飾 駱敬文（Man）
- 2006年：鳳凰四重奏 飾 鄧　鵬
- 2008年：最美麗的第七天 飾 程逸朗
- 2009年：桌球天王 飾
- 2009年：老婆大人II 飾 黃志堅（C.K.）（律師兼暫委裁判官）
- 2009年：有營煮婦 飾 馬祖迪

### 電視劇（香港電台）
- 2010年：火速救兵 - 勇士首部曲 飾 陳國定

### 電視劇（其他）
- 2000年：真情告白
- 2008年：新不了情
- 2012年：Strangers6
- 2017年：反黑

### 電視節目
- 1997年：超級無敵獎門人之再戰江湖
- 1998年：天下無敵獎門人
- 2000年：宇宙無敵獎門人
- 2002年：吾係獎門人
- 2002年：大學群英越野狂奔
- 2004年：繼續無敵獎門人
- 2008年：鐵甲無敵獎門人
- 2013年：超級無敵獎門人 終極篇（2013年7月21日播映）
- 2016年：挑戰1996 ViuTV（第3集）

### 節目主持
- 2002年：星晨旅遊馬星真程趣
- 2003年：紀律精英怒雪狂奔

### MTV
- 1994年：周慧敏《假裝》、王馨平《想你親口說愛我》
- 1995年：鄭秀文《滴著眼淚》
- 2004年：容祖兒《啜泣》

## 外部参考
- Ken WONG Hap-Hei 王合喜 電影例表 （页面存档备份，存于）
- 王凱韋的新浪微博